# Асимметричность информации
Асимметричность информации в микроэкономике (англ. asymmetric(al) information) — это неравномерное распределение информации между сторонами контракта. В ситуации асимметричного распределения информации одна из сторон знает больше, чем другая, о предмете контракта, условиях его заключения или поведении в процессе его исполнения.
Например, работник лучше осведомлён о своих профессиональных качествах, чем работодатель; заёмщик лучше осведомлён о своем финансовом положении, чем кредитор; продавец лучше осведомлён о скрытых свойствах товара, чем покупатель; исполнитель лучше осведомлён о качестве исполнения работ, чем заказчик; покупатель лучше осведомлён о своих предпочтениях, чем продавец.
Впервые на наличие асимметрии информации обратил внимание Кеннет Эрроу в статье 1963 года, «Неопределённость и экономика благосостояния в здравоохранении» в журнале «Американское экономическое обозрение».
Асимметрию информации не следует смешивать с неполнотой информации. Стороны могут не обладать всей нужной информацией, но при этом находиться в равных условиях. Каждая из сторон знает столько же, сколько и другая.

## Виды асимметрии
Выделяют два основных вида информационной асимметрии:
- скрытые (ненаблюдаемые) свойства
- скрытые (ненаблюдаемые) действия.

### Скрытые свойства
Скрытые свойства — вид информационной асимметрии, при котором одна из сторон не владеет полной информацией о предмете контракта. Этот вид асимметрии возникает ещё до заключения контракта и влияет на его условия.
Например, классическая статья Джорджа Акерлофа «Рынок «лимонов»: неопределенность качества и рыночный механизм» анализирует рынок подержанных машин (на американском сленге — лимонов). Если машина плохая, то покупатель ценит её слабее (полезность от его покупки меньше) и готов заплатить за неё меньше. Проблема в том, что он не знает, является ли конкретная машина качественной или имеет скрытые дефекты. Поэтому покупателю приходится учитывать вероятность встретить «лимон». Если такая вероятность больше нуля, то будет он готов заплатить не более, чем ожидаемую полезность, которая рассчитывается как средневзвешенная полезность от покупки хорошей и плохой машины. Если доля плохих машин слишком велика, то ожидаемая полезность может оказаться меньше, чем цена, которую хочет получить продавец хорошей машины. В этом случае на рынке остаются только плохие машины. Происходит отрицательный отбор, при котором рынок хороших машин полностью исчезает.
Аналогичные ситуации возникают при устройстве на работу или обращении в банк за кредитом. В первом случае скрытыми свойствами являются профессиональные качества работника, а во втором финансовое положение заёмщика.

### Скрытые действия
Скрытые действия (моральный риск) — вид информационной асимметрии, при котором одна из сторон не владеет полной информацией о действиях другой стороны по исполнению обязательств, зафиксированных в контракте. Этот вид асимметрии возникает после заключения контракта, однако возможность таких действий может учитываться сторонами ещё на стадии заключения.
Примером скрытых действий являются недобросовестные действия страхователя. После заключения договора страхования он может начать относиться к имуществу не так бережно, как раньше, и это приводит к увеличению вероятности страхового случая. В результате страховая компания, чтобы покрыть убытки, вынуждена увеличивать страховые тарифы. Тогда добросовестные страхователи могут отказаться от заключения договора, так как вероятность страхового случая оказывается значительно меньше тарифа. В результате происходит самоотбор, когда на рынке остаются лишь недобросовестные страхователи, а тарифы оказываются очень высокими.
Аналогичные ситуации возникают после устройства на работу. В этом случае работник, пользуясь тем, что работодатель не может отследить все его действия, не прикладывает оговорённых контрактом усилий. В результате производительность труда оказывается меньше, чем первоначально предполагалось.